# The Definitive Collection (album de Rachid Taha)
Pour l'album de DeBarge, voir The Definitive Collection (album de DeBarge).
Albums de Rachid Taha
Dîwan 2
(2006) Bonjour
The Definitive Collection est la deuxième compilation de Rachid Taha parue en 2007 et agrémentée d'un DVD présentant un film réalisé lors d'un retour de Taha en Algérie.

## Liste des titres
1. Ya rayah
2. Rock el casbah
3. Nokta
4. Voila voila
5. Habina
6. Kelma
7. Bent sahra
8. Douce France
9. Indie
10. Jungle fiction
11. Ida
12. Hey Anta
13. Barbès
14. Barra barra
15. Menfi